# Mont Tournairet
Le mont Tournairet est un sommet des Alpes du Sud dans le département français des Alpes-Maritimes, en région Provence-Alpes-Côte d'Azur. Il culmine à 2 086 mètres d'altitude. Il est le tripoint des communes de Clans (à l'ouest), Venanson (au nord) et Utelle (au sud). Il se situe au nord-ouest du parc national du Mercantour.
Son flanc ouest est couvert en partie par la forêt domaniale de Clans. Sur son flanc sud passe la route départementale D332.